# Eleições gerais no Reino Unido em 2005
A eleição geral do Reino Unido em 2005 foi realizada no dia 5 de maio para eleger um membro do Parlamento para representar cada um dos 650 círculos eleitorais na Câmara dos Comuns, a câmara baixa do Parlamento do Reino Unido. O Partido Trabalhista de Tony Blair ganhou a sua terceira vitória consecutiva, mas com uma maioria de 66 assentos em comparação com a maioria 260 lugares que já obtido.
A campanha dos trabalhistas enfatizou uma economia forte, porém Blair tinha sofrido um declínio na popularidade mesmo antes da decisão de enviar tropas britânicas para invadir o Iraque em 2003. O Partido Conservador, liderado por Michael Howard desde o final de 2003, fez campanha em políticas, como limites de imigração, melhorias em hospitais mal geridos e na redução das taxas de criminalidade, todos sob o slogan "Você está pensando o que estamos pensando?". O Partido Liberal Democrata, liderado por Charles Kennedy, fez uma forte oposição à Guerra do Iraque desde o início.
Tony Blair foi re-conduzido como primeiro-ministro, com o apoio de 355 deputados, mas com uma votação popular de 35,2%, a mais baixa maioria de qualquer governo na história britânica. Em termos de votos, os trabalhistas ficaram um pouco à frente dos conservadores, mas ainda tiveram uma vantagem confortável no número de vagas. Os conservadores, no entanto, conseguiram 198 deputados, 33 a mais do que a eleição anterior. Os liberais democratas tiveram um aumento de 3,7% no voto popular, e ganharam o maior número de vagas para qualquer partido que tenha ficado na terceira colocação desde 1923, conseguindo 62 deputados. O ex-deputado trabalhista e ativista anti-guerra George Galloway foi eleito como deputado pelo recém-formado Respect Party.
Na Irlanda do Norte, o partido unionista do Ulster, que dominou a política da Irlanda do Norte desde 1920, reduziu o número de vagas de seis deputados para um deputado, sendo que líder do partido David Trimble perdeu a eleição. O Partido Unionista Democrático se tornou o maior partido da Irlanda, com 9 deputados. Após a eleição, o líder conservador Michael Howard renunciou e foi sucedido por David Cameron, e em 2007, Blair renunciou ao cargo de primeiro-ministro e líder dos trabalhistas, sendo substituído por Gordon Brown.
Desde então, foi a última vez em que os trabalhistas ganharam a eleição, além de ser a última eleição do líder trabalhista Tony Blair como primeiro-ministro onde que renunciou 2 anos depois.

## Campanha
Após a morte do Papa João Paulo II em 2 de abril, foi anunciado que a convocação da eleição seria adiada até 5 de abril.
Graças a 8 anos de crescimento econômico sustentado pelo Partido Trabalhista poderia apontar para uma economia forte, com maior investimento em serviços públicos, como educação e saúde. Este foi ofuscada no entanto pela questão da guerra do Iraque, onde reuniu-se crítica pública generalizada na época, e o cão Blair durante a campanha. Em seguida, o chanceler Gordon Brown desempenhou um papel de destaque na campanha eleitoral, aparecendo regularmente com Tony Blair e garantindo que a economia continuasse a ser o foco central da mensagem do Partido.
Para os conservadores o seu recém-eleito líder Michael Howard trouxe um grande nível de experiência e estabilidade para um partido que só tinha deposto o seu ex-líder Iain Duncan Smith apenas 18 meses antes. Os conservadores concentraram sua campanha em questões conservadoras mais tradicionais, como a imigração, o que gerou algumas controvérsias, com o slogan "Não é racismo impor limites à imigração". Eles também criticaram os hospitais de trabalho "sujo" e altos níveis de criminalidade, sob a égide do slogan "Você está pensando o que estamos pensando?".
No entanto, o Trabalhista contra-atacou, enfatizando o papel do Howard no impopular governo de Major (1992-1997), arejando um anúncio de ataque à Howard, mostrando uma montagem de cenas de seu mandato como secretário do Interior, incluindo motins e despejos domésticos. Ele também lançou uma campanha de cartazes mostrando Howard, e quatro líderes anteriores do Partido Conservador: Iain Duncan Smith, William Hague, John Major e Margaret Thatcher, com o subtítulo, "trabalhadores da Grã-Bretanha, não deixem que os Tories os destruam novamente."
Para os liberais democratas esta seria a segunda e última campanha eleitoral travada pelo líder Charles Kennedy, que se opunha fortemente à guerra do Iraque, e ofereceu uma abordagem mais realista para os eleitores que se mostrou popular. Havia algumas perguntas porém ao longo problema com a bebida de Kennedy quando, no lançamento do manifesto Liberal Democrata, ele foi questionado sobre o imposto de renda local, mas parecia confuso sobre os números. Ambos os Liberais Democratas e os Conservadores estavam dispostos a enfrentar a introdução de propinas do Partido do Trabalho, o que foi contestado por ambas as partes e eles prometeram abolir.

## Resultados Oficiais
| Partido                 | Partido                                 | Votos      | %             | +/-  | Deputados | +/-     |
| ----------------------- | --------------------------------------- | ---------- | ------------- | ---- | --------- | ------- |
|                         | Partido Trabalhista                     | 9 552 436  | 35,2 / 100,0  | 5,5  | 355 / 646 | 58      |
|                         | Partido Conservador                     | 8 784 915  | 32,4 / 100,0  | 0,7  | 198 / 646 | 32      |
|                         | Liberal Democratas                      | 5 985 454  | 22,0 / 100,0  | 3,8  | 62 / 646  | 10      |
|                         | Partido de Independência do Reino Unido | 605 973    | 2,2 / 100,0   | 0,7  | 0 / 646   | Estável |
|                         | Partido Nacional Escocês                | 412 267    | 1,5 / 100,0   | 0,3  | 6 / 646   | 1       |
|                         | Partido Verde                           | 257 758    | 1,0 / 100,0   | 0,4  | 0 / 646   | Estável |
|                         | Partido Unionista Democrático           | 241 856    | 0,9 / 100,0   | 0,2  | 9 / 646   | 4       |
|                         | Plaid Cymru                             | 174 838    | 0,6 / 100,0   | 0,1  | 3 / 646   | 1       |
|                         | Sinn Féin                               | 174 530    | 0,6 / 100,0   | 0,1  | 5 / 646   | 1       |
|                         | Partido Unionista do Ulster             | 127 414    | 0,5 / 100,0   | 0,3  | 1 / 646   | 5       |
|                         | Partido Social Democrata e Trabalhista  | 125 626    | 0,5 / 100,0   | 0,1  | 3 / 646   | Estável |
|                         | Independente                            | 122 416    | 0,5 / 100,0   | 0,1  | 1 / 646   | 1       |
|                         | Partido Respeito                        | 68 094     | 0,3 / 100,0   | Novo | 1 / 646   | Novo    |
|                         | Cuidado com os Serviços de Saúde        | 18 739     | 0,1 / 100,0   | Novo | 1 / 646   | Novo    |
|                         | Speaker                                 | 15 153     | 0,1 / 100,0   | -    | 1 / 646   | -       |
|                         | Outros                                  | 655 571    | 1,6 / 100,0   |      | 0 / 646   |         |
| Total                   | Total                                   | 27 148 510 | 100,0 / 100,0 |      | 646 / 646 | 4       |
| Eleitorado/Participação | Eleitorado/Participação                 | 44 215 814 | 61,4 / 100,0  | 2,0  |           |         |